# Pegamento de fibrina

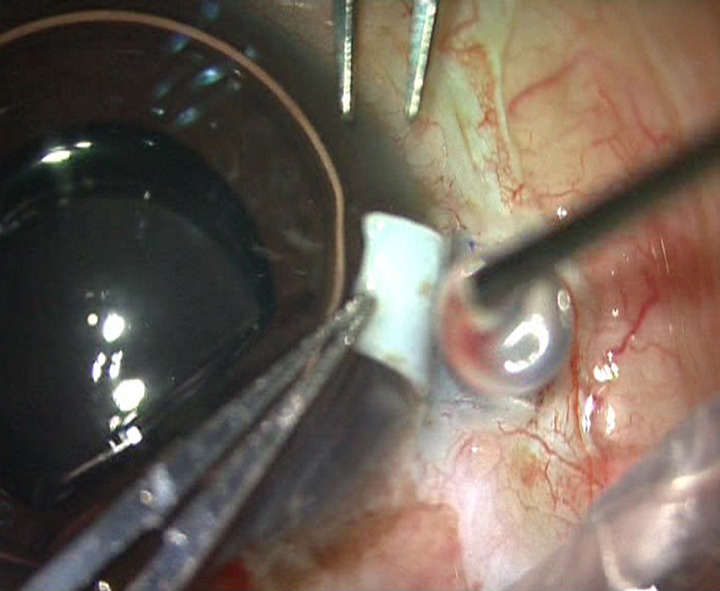
Pegamento de fibrina aplicado después de secar el lecho escleral en una operación de lente intraocular

Pegamento de fibrina (también llamado sellador de fibrina) es una formulación de cirugía utilizada para crear un coágulo de fibrina para hemostasia o cicatrización de heridas.

## Composición
Se compone de fibrinógenos (liofilizados humanos combinados concentrados) y trombina (bovina, reconstituida con cloruro de calcio) que se aplican a un sitio de tejidos daños para unirlos. La trombina es una enzima y convierte el fibrinógeno en monómeros de fibrina entre 10 y 60 segundos, dando lugar a un gel tridimensional.

## Factores que afectan la estructura
Factores que influyen en la estructura tridimensional del gel de fibrina dando lugar a un gel fino o grueso:
1. El cambio de la concentración de fibrinógeno
2. El cambio de la concentración de trombina - aumentar la concentración aumenta la resistencia a la tracción y módulo de young del gel
3. El cambio de la concentración de calcio
4. pH
5. La temperatura

Las formulaciones de diferentes fabricantes pueden contener también aprotinina,  fibronectina y plasminógeno. Este pegamento puede ser utilizado para la reparación de lágrimas duramadre, fístula bronquial y para lograr hemostasia después de un trauma en el bazo y el hígado. También se emplea en " suturas" de trasplante de córnea, escisión pterigión con membrana amniótica o autoinjerto conjuntival, y en los traumatismos oculares de la córnea o defectos de la conjuntiva. También puede ser utilizado para injertos de piel donada en zonas heridas para reducir el dolor postoperatorio.